# ماهواره نجومی کوچک ۳
ماهواره نجومی کوچک ۳ (به انگلیسی: Small Astronomy Satellite 3) که همچنین با نام‌های ساس-۳ (SAS-2)، ساس-سی (SAS C) یا کاوشگر ۵۳ (Explorer 53) نیز شناخته می‌شود یک تلسکوپ فضایی ناخترشناسی پرتو ایکس و متعلق ناسا بود. این تلسکوپ از ۷ مه ۱۹۷۵ تا آوریل ۱۹۷۹ مشغول به فعالیت بود.